# Димитър Кузманов
Димитър Кузманов с прякор Мико е български професионален тенисист, №3 от българските тенисисти в ранглистата за сингъл на ATP (след Григор Димитров и Адриан Андреев). Състезава се и на двойки. Най-високото му класиране поединично е № 159 (29 август 2022), а най-високото му класиране на двойки е № 438 (1 април 2019). Кузманов е състезател на Тенис Клуб „Локомотив“ (Пловдив) и е трениран от бившия състезател по тенис Стефан Рангелов и неговата майка, Дора Рангелова. През 2011 г. е поканен да играе за Купа Дейвис отбора на България.

## Ранни години и личен живот
Димитър Кузманов е роден на 28 юли 1993 г. в Пловдив. Син на Савко Кузманов (авиационен инженер) и Дора Рангелова (бивша тенисистка и настоящ капитан на Fed Cup отбора на България по тенис). Семейството на майка му е изцяло свързано със спорта. Здравко Рангелов (бащата на Дора), който е един от основателите на тенис спорта в Пловдив, е бил състезател и дългогодишен треньор по тенис в Тенис Клуб „Локомотив“, докато майка ѝ е бивша състезателка и треньор по волейбол. Стефан Рангелов (братът на Дора) е бивш състезател и настоящ треньор по тенис. Кузманов започва да играе тенис на 6-годишна възраст, когато майка му Дора го завежда на кортовете на Тенис Клуб „Локомотив“ (Пловдив), а Стефан е човекът, който му дава тенис ракета и започва да го тренира. През годините Димитър Кузманов се утвърждава като състезател, спечелил много национални и международни турнири. Той е шампион на България в различните възрастови групи и е участник в Националните отбори на България, включително отбора за Купа Дейвис.

## Тенис кариера

### Tennis Europe Junior Tour
Димитър Кузманов се състезава в турнирите на Tennis Europe Junior Tour от 2005 до 2009.
През този период той играе много успешно, достигайки постижения от 57 – 16 W/L (MD само) и No. 1 в Tennis Europe Junior Ranking (виж по-долу).
Кузманов печели 5 титли на сингъл:
- Dema Cup U12 – София
- Haskovo Cup U16 – Хасково
- Novi Sad Open Raiffeisen Cup U16 – Нови Сад, Сърбия;
- 45th Torneo del Avvenire U16 – Милано, Италия
- 5th Edizione Torneo Int. U16 Memorial Tato Serina – Крема, Италия

и 2 титли на двойки:
- Dema Cup U12 – София
- Novi Sad open Raiffeisen Cup U16 – Нови Сад, Сърбия.

В допълнение Кузманов играе финал на турнирите:
- BBB Cup U14 – София
- Trofeo Ajuntament De Torello U16 – Торейо, Испания
- 6th Citta di Montecatini U16 – Монтекатини, Италия
- Le Pont des Generations U16 – Франция
- Bergant Memorial 2008 U16 – Марибор, Словения

и полуфинал на турнирите:
- Bankia Cup U14 – Банкя, България
- Citta di Pescara U14 – Пескара, Италия
- Tennis Jungsten Cup U14 – Кьолн, Германия
- Raiffeisen Jason Cup U16 – Нови Сад, Сърбия
- Galeja Open Raiffeisen Cup U16 – Марибор, Словения
- Mondial Paris Cadets Trophee Lagardere U16 – Париж, Франция.

През 2007 Кузманов играе полуфинал на East European Tennis Championship U14 – Талин, Естония. Благодарение на представянето си в турнира, той е поканен да вземе участие в ITF U14 & U16 Development Programme, която програма го подкрепя от 2007 до 2009. В резултат на неговото участие в програмата, 2009 става най-успешната му година от този период (виж по-долу).

### ITF Junior Tennis
Кузманов започва да се състезава в ITF Junior Circuit през 2008 и още при третото си участие в турнири от това ниво той достига до финал – това се случва на турнира Dema Cup U18 – Sofia, в България, където той губи в много оспорван мач. През периода 2008 – 2011 той постига 53 – 24 W/L в мачовете поединично и 17 – 18 W/L в мачовете на двойки (MD само).
Най-значимите му постижения са достигането до финален мач поединично на 2011 European Junior Championships U18 – Клостерс, Швейцария и полуфинален мач на двойки на 2011 Roland Garros Junior Championships U18 – Париж, Франция, както и спечелването на 2 титли поединично на турнирите Plovdiv Cup U18 – Пловдив и Kenana CUP U18 – Хасково в България.
В допълнение, играе 4 финала поединично:
- 12th Serbia Junior Open U18 – Нови Сад, Сърбия
- Plovdiv Cup U18 – Пловдив
- 33rd Profstav Slovakia Cup U18 – 2011 – Пиещяни, Словакия
- Dema Cup U18 – София

и 2 финала на двойки
- Plovdiv Cup U18 – Пловдив
- Copa Milo-ChileDeportes 2010 U18 – Сантяго де Чиле, Чили

както и полуфинал поединично на 23rd Czech International Junior Indoor Championships U18 – Пршеров, Република Чехия.
Най-високото му класиране в ITF Junior ranking е No. 35 (8 август 2011).

### 2009
Димитър Кузманов прави своя професионален дебют на Bulgaria F2 ITF Futures турнир – на възраст 15 години и 9 месеца. По-късно през сезона, той играе още 2 ITF Futures турнира и спечелва своите първи точки за ATP класацията. Продължава да играе турнири от Tennis Europe и ITF Junior ниво и тази година определено е една от най-успешните му години като млад тенисист. Кузманов достига до №1 в ранглистата за момчета до 16 години на Tennis Europe (26 юни 2009) и е определен за „Player of the Tennis Europe Junior for Boys U16 – 2009“, ставайки първият българин в историята, който е печелил престижната награда за тази възрастова група. Той завършва годината като №1 в класацията на Tennis Europe.

### 2010
Той продължава да играе турнири от ITF Junior Circuit и ITF Futures ниво, подобрявайки класирането си в ATP до позиция № 898 в края на годината. През същата година печели турнира за мъже „Академик“, организиран от Българската федерация по тенис.

### 2011
Последна година в която той играе ITF Junior Circuit турнири – тя е най-успешната на това ниво.
Кузманов става Европейски вицешампион на 2011 European Junior Championships for Boys U18 – Клостерс, Швейцария  и играе полуфинал на двойки (партнирайки си с Miki Jankovic, Сърбия) на 2011 ITF Roland Garos Junior Championships – Париж, Франция. 2011 е годината, в която Димитър Кузманов участва за първи път в отбора на Купа Дейвис срещу Беларус и по-късно срещу Кипър.

### 2012
Тази година взима първата титла на двойки на ITF Futures F10 Tournament – Анталия, Турция (партнирайки си с Тихомир Грозданов, България). По-късно през сезона, той играе няколко финала и полуфинала поединично и на двойки на ITF Futures турнири. С отбора на Купа Дейвис той играе срещу Албания, Грузия и Северна Македония.

### 2013
Първа титла поединично на турнир F5 ITF Futures в Гърция (срещу Andrew Whittington (Австралия) 6 – 1 6 – 2).
По-късно през сезона той печели още една титла поединично на турнир F15 ITF Futures в Гърция (срещу Torsten Wietoska (Германия) 6 – 1 6 – 2) и играе няколко финала и полуфинала поединично и на двойки на турнири от ITF Futures ниво.
Първо участие в квалификации (QDS) на ATP Challenger Tour – Petange Challenger, Люксембург. Като играч за Купа Дейвис отбора на България, Кузманов играе в мачовете срещу Финландия и Естония.

### 2014
Първо участие в основната схема (MDS) на турнир от ATP Challenger Tour – 2014 Amex-Istanbul Challenger, Турция. По-късно през сезона Кузманов печели 4 титли поединично и 1 титла на двойки, играе няколко финала и полуфинали поединично и на двойки на турнири от ITF Futures ниво.

### 2015
През 2015 Кузманов продължава да играе турнири на ITF Futures ниво, достига 8 финала поединично, печелейки 5 титли и 4 финала на двойки, печелейки 3 титли, като играе и 2 полуфинала поединично и на двойки. По-късно през сезона той прави своя дебют в квалификациите (QDS) на турнир от ATP World Tour ниво (ATP 250) – 2015 Istanbul Open и достига четвъртфинал (QF) на турнир от ATP Challenger tour ниво – 2015 Sibiu Open, Румъния. Като играч за Купа Дейвис отбора на България, Кузманов играе в мачовете срещу Латвия, Люксембург и Унгария.

### 2016
Кузманов получава покана за участие уайлд кард (wild card) за турнира на ниво ATP World Tour (ATP250) – 2016 Garanti Koza Sofia Open и прави своя дебют в основната схема (MDS) на това ниво, губейки в 3 сета от ATP № 96 Ričardas Berankis (Литва). Партнирайки си с Александър Лазов, той играе срещу бъдещите шампиони на турнира Matwe Middelkoop и Wesley Koolhof, губейки в три сета. По-късно през сезона, той играе 5 финала поединично, 1 финал на двойки, 1 полуфинал поединично и 1 полуфинал на двойки на турнири от ITF Futures ниво, а също така и QF на турнир от ATP Challenger Tour ниво – 2016 Marburg Open, Германия. Като играч за Купа Дейвис отбора на България, Кузманов играе в мачовете срещу Турция и е избран да участва срещу Тунис, но не участва поради травма.

### 2021
Сезон 2021 започва с участие на Кузманов в ATP 250 турнира в Анталия, Турция, където той успешно преминава квалификациите и се поздравява с победа в основната схема, преди във втори кръг да отстъпва на световния номер 10 Матео Беретини. През март Кузманов достига до дебютен ATP Challenger финал, където е надигран от Никола Милойевич в мача за титлата в Задар, но вече изкачил се в световната рангиста, той за първи път успява да намери място сред участниците в квалификациите на турнир от Големия шлем, а именно Ролан Гарос 2021. Нито в Париж обаче, нито по-късно на Уимбълдън и Откритото първенство на САЩ Кузманов не успява да направи мечтания дебют и не се поздравява с първа победа от това ниво в кариерата си. 
В края на сезона Кузманов отново получава уайлд кард за участие на ATP 250 турнира в София. Именно на Sofia Open той се поздравява и с най-престижната си победа към момента, надигравайки Лоренцо Музети в откриващия кръг на надпреварата, преди да отстъпва на Камил Майджрах във втория си двубой. Следващата седмица се превръща и в най-успешната за българина в кариерата му, тъй като той триумфира на ATP Challenger събитието в Барселона, за да може с дебютната си титла на ниво Challenger да си гарантира място сред най-добрите 200 в ATP ранглистата, където и завършва 2021-а година.

## Титли

### Титли поединично
- 2021 - Barcelona Challenger (Clay)
- 2019 - Antalya Futures M15 (Clay); Antalya Futures M15 (Clay); Doha Futures M15 (Clay);
- 2018 - Turkey F3 Futures (Hard); Turkey F8 Futures (Hard); Germany F4 Futures (Clay); Germany F5 Futures (Clay); Poland F8 Futures (Clay);
- 2017 – Turkey F24 Futures (Clay)
- 2015 – Turkey F7 ITF Futures (Hard); Turkey F12 ITF Futures (Hard); Tunisia F19 ITF Futures (Hard); Tunisia F20 ITF Futures (Hard); Turkey F42 ITF Futures (Hard);
- 2014 – Bulgaria F1 ITF Futures (Clay); Turkey F28 ITF Futures (Hard); Turkey F29 ITF Futures (Hard); Turkey F35 ITF Futures (Hard);
- 2013 – Greece F5 ITF Futures (Hard); Greece F15 ITF Futures (Hard);[5]

### Титли на двойки
- 2017 – Turkey F25 Futures (CL) – w/M. Jankovic (SRB)
- 2015 – Turkey F5 ITF Futures (H) – w/R. RODRIGUEZ (VEN); Turkey F11 ITF Futures (H) – w/R. RODRIGUEZ (VEN); Tunisia F20 ITF Futures (H) – w/D. PEREZ SANZ (ESP);
- 2014 – Turkey F16 ITF Futures (H) – w/R. RODRIGUEZ (VEN);
- 2012 – Turkey F10 ITF Futures (CL) – w/T. GROZDANOV (BUL);[5]

## Индивидуални награди
- „Млад спортен талант на Пловдив за 2006“ от Община Пловдив
- „Tennis Player of the Year 2009 of Europe for Boys U16“ – Tennis Europe Junior Tour powered by Polar [23]
- „Най-добър спортист за 2009“ от ДФС Локомотив Пловдив
- „Най-прогресиращ млад тенисист за 2009“ от Българска Федерация по тенис [24]
- „Спортист №8 на 10-те най-добри спортисти на Пловдив за 2009“ от Община Пловдив
- „Млад тенис талант за 2010“ от Българска Федерация по тенис [25]
- „Най-добър тенисист на България за 2011“ от Българска Федерация по тенис [26]
- „Млад талант на България за 2011 – Категория Спорт“ от Фондация „Димитър Бербатов“ [27]
- „Спортист №3 на 10-те най-добри млади спортисти на България за 2011“ от ViaSport [28]
- „Спортист №8 от 10-те най-добри спортисти на Община Пловдив за 2011“ от Община Пловдив
- „Спортист №8 от 10-те най-добри спортисти на Община Пловдив за 2013“ от Община Пловдив
- „Спортист №9 от 10-те най-добри спортисти на Община Пловдив за 2017“ от Община Пловдив
- „Спортист №4 от 10-те най-добри спортисти на Община Пловдив за 2018“ от Община Пловдив

## Класиране в края на годината
| Година   | 2009 | 2010 | 2011 | 2012 | 2013 | 2014 | 2015 | 2016 | 2017 | 2018 | 2019 | 2020 | 2021 |
| Единично | 1353 | 1126 | 896  | 547  | 463  | 419  | 291  | 433  | 384  | 329  | 423  | 295  | 187  |
| Двойки   | 1226 | -    | -    | 864  | 1354 | 1004 | 450  | 1235 | 487  | 721  |      |      |      |

## Фючърс и Чалънджър финали: 51 (28 – 23)

### Единично: 40 (22 – 18)
| Легенда               |
| ATP Чалънджър (1 – 2) |
| ITF Фючърс (21 – 16)  |

| Изход от мача | No. | Дата             | Турнир                                              | Настилка | Противник              | Резултат                    |
| ------------- | --- | ---------------- | --------------------------------------------------- | -------- | ---------------------- | --------------------------- |
| Финалист      | 1.  | 19 август 2012   | Izmir, Turkey ITF Futures $10 000                   | Clay     | Alberto Brizzi         | 6 – 7(3 – 7), 1 – 6         |
| Победител     | 1.  | 5 май 2013       | Heraklion, Greece ITF Futures $10 000               | Hard     | Andrew Whittington     | 6 – 1, 6 – 2                |
| Финалист      | 2.  | 18 август 2013   | Novi Sad, Serbia ITF Futures $10 000                | Clay     | Carlos Gomez-Herrera   | 6 – 3, 1 – 6, 2 – 6         |
| Победител     | 2.  | 20 октомври 2013 | Heraklion, Greece ITF Futures $10 000               | Hard     | Torsten Wietoska       | 6 – 1, 6 – 2                |
| Победител     | 3.  | 15 юни 2014      | Burgas, Bulgaria ITF Futures $10 000                | Clay     | Juan Sebastián Gómez   | 6 – 4, 6 – 3                |
| Победител     | 4.  | 24 август 2014   | Antalya, Turkey ITF Futures $10 000                 | Hard     | Yannick Jankovits      | 6 – 1, 6 – 1                |
| Победител     | 5.  | 31 август 2014   | Antalya, Turkey ITF Futures $10 000                 | Hard     | Cem İlkel              | 6 – 1, 6 – 3                |
| Победител     | 6.  | 12 октомври 2014 | Antalya, Turkey ITF Futures $10 000                 | Hard     | Andrei Plotniy         | 6 – 1, 6 – 0                |
| Финалист      | 3.  | 16 февруари 2015 | Antalya, Turkey ITF Futures $10 000                 | Hard     | Miliaan Niesten        | 2 – 6, 3 – 6                |
| Победител     | 7.  | 22 февруари 2015 | Antalya, Turkey ITF Futures $10 000                 | Hard     | Marc Sieber            | 7 – 5, 6 – 3                |
| Победител     | 8.  | 29 март 2015     | Antalya, Turkey ITF Futures $10 000                 | Hard     | Miki Janković          | 2 – 6, 6 – 0, 6 – 3         |
| Финалист      | 4.  | 20 юни 2015      | Burgas, Bulgaria ITF Futures $10 000                | Clay     | Yasutaka Uchiyama      | 7 – 5, 4 – 6, 2 – 6         |
| Победител     | 9.  | 23 август 2015   | El Kantaoui, Tunisia ITF Futures $10 000            | Hard     | Ivan Nedelko           | W/O                         |
| Победител     | 10. | 30 август 2015   | El Kantaoui, Tunisia ITF Futures $10 000            | Hard     | David Pérez Sanz       | 6 – 4, 6 – 3                |
| Победител     | 11. | 25 октомври 2015 | Antalya, Turkey ITF Futures $10 000                 | Hard     | Mate Delić             | 0 – 6, 7 – 6(10 – 8), 6 – 1 |
| Финалист      | 5.  | 5 декември 2015  | Antalya, Turkey ITF Futures $10 000                 | Clay     | Pere Riba              | 2 – 6, 6 – 3, 6 – 7(3 – 7)  |
| Финалист      | 6.  | 21 февруари 2016 | Antalya, Turkey ITF Futures $10 000                 | Hard     | Hong Seong-chan        | 4 – 6, 3 – 6                |
| Финалист      | 7.  | 28 февруари 2016 | Antalya, Turkey ITF Futures $10 000                 | Hard     | Roman Safiullin        | 6 – 3, 5 – 7, 5 – 7         |
| Финалист      | 8.  | 22 май 2016      | Antalya, Turkey ITF Futures $10 000                 | Hard     | Christopher Heyman     | 6 – 3, 3 – 6, 4 – 6         |
| Финалист      | 9.  | 12 юни 2016      | Plovdiv, Bulgaria ITF Futures $10 000               | Clay     | Pedro Martínez Portero | 6 – 7(5 – 7), 2 – 6         |
| Финалист      | 10. | 30 октомври 2016 | Antalya, Turkey ITF Futures $10 000                 | Hard     | Tallon Griekspoor      | 4 – 6, 4 – 6                |
| Победител     | 12. | 14 май 2017      | Sozopol, Bulgaria ITF Futures $10 000               | Hard     | Olivetti Albano        | 4 - 6, 6 – 7 (5 – 7)        |
| Победител     | 13. | 25 юни 2017      | Antalya, Turkey ITF Futures $10 000                 | Clay     | Marc Sieber            | 6 - 3, 2 - 6, 6 – 1         |
| Финалист      | 11. | 15 октомври 2017 | Antalya, Turkey ITF Futures $10 000                 | Clay     | Popko Dimitry          | 5 - 7, 6 - 3, 3 – 6         |
| Финалист      | 12. | 15 януари 2018   | Antalya, Turkey ITF Futures $10 000                 | Hard     | Zizou Bergs            | 3 – 6, 4 - 6                |
| Победител     | 14. | 28 януари 2018   | Antalya, Turkey ITF Futures $10 000                 | Hard     | Delic Mate             | 6 - 3, 6 - 4                |
| Финалист      | 13. | 25 февруари 2018 | Antalya, Turkey ITF Futures $10 000                 | Clay     | Popko Dimitry          | 5 - 7, 6 - 3, 3 – 6         |
| Победител     | 15. | 4 март 2018      | Antalya, Turkey ITF Futures $10 000                 | Hard     | Flavio Cipolla         | 6 - 3, 6 - 0                |
| Победител     | 16. | 24 юни 2018      | Kaltenkirchen, Germany ITF Futures $10 000          | Clay     | Marvin Moeller         | 6 - 2, 6 - 3                |
| Победител     | 17. | 1 юли 2018       | Kamen, Germany ITF Futures $10 000                  | Hard     | Sekou Bangoura         | 6 - 1, 7 - 5                |
| Победител     | 18. | 26 август 2018   | Poznan, Poland ITF Futures $10 000                  | Clay     | Gijs Brouwer           | 6 - 4, 6 - 1                |
| Финалист      | 14. | 28 октомври 2018 | Santa Margherita Di Pula, Italy ITF Futures $10 000 | Clay     | Brancaccio Raul        | 4 - 6, 4 - 6                |
| Победител     | 19. | 19 май 2019      | Antalya, Turkey ITF Futures $10 000                 | Clay     | Oleg Prihodko          | 3 - 6, 6 - 2, 6 - 1         |
| Победител     | 20. | 17 ноември 2019  | Antalya, Turkey ITF Futures $10 000                 | Clay     | Hernan Casanova        | 6 - 4, 2 - 6, 6 - 1         |
| Победител     | 21. | 15 декември 2019 | Doha, Qatar ITF Futures $10 000                     | Clay     | Danylo Kalenichenko    | 6 - 0, 6 - 4                |
| Финалист      | 15. | 23 август 2020   | Vogau, Austria ITF Futures $10 000                  | Clay     | Manuel Guinard         | 3 - 6, 3 - 6                |
| Финалист      | 16. | 30 август 2020   | Poznan, Poland ITF Futures $10 000                  | Clay     | Kacper Zuk             | 6 - 7 (6 – 8) , 1 - 6       |
| Финалист      | 1.  | 28 март 2021     | Zadar, Croatia ATP Challenger                       | Clay     | Nikola Milojevic       | 6 - 2, 2 - 6, 6 - 7 (5 – 7) |
| Победител     | 1.  | 10 октомври 2021 | Barcelona, Spain ATP Challenger                     | Clay     | Hugo Gaston            | 6 - 3, 6 - 0                |
| Финалист      | 2.  | 20 февруари 2022 | Bengaluru, India ATP Challenger                     | Clay     | Aleksandar Vukic       | 4 - 6, 4 - 6                |

### Двойки: 11 (6 – 5)
| Легенда               |
| ATP Чалънджър (0 – 0) |
| ITF Фючърс (6 – 5)    |

| Изход от мача | No. | Дата             | Турнир                                   | Настилка | Партньор          | Противник                                   | Резултат                      |
| ------------- | --- | ---------------- | ---------------------------------------- | -------- | ----------------- | ------------------------------------------- | ----------------------------- |
| Финалист      | 1.  | 6 септември 2009 | Dobrich, Bulgaria ITF Futures $10 000    | Clay     | Tzvetan Mihov     | Carlos Calderón-Rodríguez Gerard Granollers | 7 – 6(7 – 1), 3 – 6, [3 – 10] |
| Победител     | 1.  | 18 март 2012     | Antalya, Turkey ITF Futures $10 000      | Clay     | Tihomir Grozdanov | Ivan Bjelica Arsenije Zlatanović            | 6 – 3, 6 – 3                  |
| Финалист      | 2.  | 13 май 2012      | Varna, Bulgaria ITF Futures $10 000      | Clay     | Valentin Dimov    | Oleksandr Nedovyesov Ivan Sergeyev          | 1 – 6, 1 – 6                  |
| Победител     | 2.  | 16 май 2014      | Antalya, Turkey ITF Futures $10 000      | Hard     | Ricardo Rodríguez | Hugo Grenier Ramkumar Ramanathan            | W/O                           |
| Финалист      | 3.  | 11 октомври 2014 | Antalya, Turkey ITF Futures $10 000      | Hard     | Tuna Altuna       | Takashi Saito Kaichi Uchida                 | 5 – 7, 3 – 6                  |
| Победител     | 3.  | 7 февруари 2015  | Antalya, Turkey ITF Futures $10 000      | Hard     | Ricardo Rodríguez | Dekel Bar Lucas Gómez                       | 2 – 6, 6 – 3, [10 – 8]        |
| Победител     | 4.  | 21 март 2015     | Antalya, Turkey ITF Futures $10 000      | Hard     | Ricardo Rodríguez | Marc Fornell Marco Neubau                   | 6 – 4, 6 – 1                  |
| Финалист      | 4.  | 22 август 2015   | El Kantaoui, Tunisia ITF Futures $10 000 | Hard     | David Pérez Sanz  | Milen Ianakiev Alexander Merino             | 5 – 7, 6 – 1, [5 – 10]        |
| Победител     | 5.  | 29 август 2015   | El Kantaoui, Tunisia ITF Futures $10 000 | Hard     | David Pérez Sanz  | Jordan Dyke Eduardo Agustin Torre           | 6 – 3, 6 – 7(3 – 7), [10 – 7] |
| Финалист      | 5.  | 29 октомври 2016 | Antalya, Turkey ITF Futures $10 000      | Hard     | Александър Лазов  | Vadim Ursu Vladimir Uzhylovsky              | 0 – 6, 1 – 6                  |
| Победител     | 6.  | 16 юли 2017      | Istanbul, Turkey ITF Futures $10 000     | Hard     | Miki Jankovic     | Vasko Mladenov Nikola Cacic                 | 6 – 4, 2 - 6, 11 - 9          |

## Купа Дейвис
Димитър Кузманов дебютира за Купа Дейвис отбора на България през 2011. Оттогава той има 10 номинации в които е изиграл 14 срещи, поединично 12 – 4 W/L и на двойки 0 – 3 W/L (12 – 7 общо).

### Единично (12 – 4)
| Издание                                        | Кръг | Дата              | Настилка   | Противник              | W/L | Резултат                                 |
| ---------------------------------------------- | ---- | ----------------- | ---------- | ---------------------- | --- | ---------------------------------------- |
| 2011 Купа Дейвис – Група II Зона Европа/Африка | R1   | 6 март 2011       | Hard (I)   | Alexander Bury         | L   | 2 – 6, 3 – 6                             |
| 2011 Купа Дейвис – Група II Зона Европа/Африка | RPO  | 10 юли 2011       | Carpet (I) | Christopher Koutrouzas | W   | 6 – 2, 6 – 1                             |
| 2012 Купа Дейвис – Група III Зона Европа       | RR   | 2 май 2012        | Clay       | Rei Pelushi            | W   | 6 – 1, 6 – 0                             |
| 2012 Купа Дейвис – Група III Зона Европа       | RR   | 4 май 2012        | Clay       | Aleksandre Metreveli   | W   | 6 – 3, 6 – 2                             |
| 2012 Купа Дейвис – Група III Зона Европа       | PPO  | 5 май 2012        | Clay       | Shendrit Deari         | W   | 1 – 6, 6 – 2, 7 – 5                      |
| 2013 Купа Дейвис – Група II Зона Европа/Африка | RPO  | 5 април 2013      | Clay       | Markus Kerner          | W   | 6 – 2, 6 – 1, 6 – 2                      |
| 2015 Купа Дейвис – Група II Зона Европа/Африка | R1   | 6 март 2015       | Hard (I)   | Jānis Podžus           | W   | 6 – 4, 3 – 6, 6 – 3, 1 – 6, 12 – 10      |
| 2015 Купа Дейвис – Група II Зона Европа/Африка | R1   | 8 март 2015       | Hard (I)   | Mārtiņš Podžus         | W   | 7 – 6(8 – 6), 5 – 7, 6 – 2, 6 – 4        |
| 2015 Купа Дейвис – Група II Зона Европа/Африка | R2   | 17 юли 2015       | Clay       | Ugo Nastasi            | W   | 6 – 3, 6 – 3, 6 – 1                      |
| 2015 Купа Дейвис – Група II Зона Европа/Африка | PPO  | 18 септември 2015 | Clay       | Márton Fucsovics       | L   | 3 – 6, 1 – 6, 1 – 6                      |
| 2015 Купа Дейвис – Група II Зона Европа/Африка | PPO  | 20 септември 2015 | Clay       | Gábor Borsos           | W   | 6 – 2, 6 – 7(2 – 7), 6 – 2               |
| 2016 Купа Дейвис – Група II Зона Европа/Африка | R1   | 4 март 2016       | Hard (I)   | Cem İlkel              | L   | 6 – 7(4 – 7), 6 – 1, 4 – 6, 6 – 1, 5 – 7 |
| 2016 Купа Дейвис – Група II Зона Европа/Африка | R1   | 6 март 2016       | Hard (I)   | Marsel İlhan           | L   | 6 – 4, 2 – 6, 4 – 6, 6 – 4, 0 – 6        |

### Двойки (0 – 3)
| Издание                                        | Кръг | Дата            | Партньор        | Настилка | Противници                      | W/L | Резултат                          |
| ---------------------------------------------- | ---- | --------------- | --------------- | -------- | ------------------------------- | --- | --------------------------------- |
| 2011 Купа Дейвис – Група II Зона Европа/Африка | R1   | 5 март 2011     | Valentin Dimov  | Hard (I) | Uladzimir Ignatik Max Mirnyi    | L   | 2 – 6, 4 – 6, 4 – 6               |
| 2013 Купа Дейвис – Група II Зона Европа/Африка | R1   | 2 февруари 2013 | Grigor Dimitrov | Hard (I) | Harri Heliövaara Henri Kontinen | L   | 5 – 7, 1 – 6, 6 – 4, 6 – 2, 4 – 6 |

- RPO = Relegation Play–off
- PPO = Promotion Play–off
- RR = Round Robin